# Едисан
Едисан (на турски: Yedisan) е историческа област в днешна Украйна обхващаща междуречието от Днестър до Южен Буг. На запад граничи с историческия Буджак, а на север с областта Подолие.

## История
Тази степ е влизала в състава на Силистренския еялет, като част от Османската империя. Според алтернативната етимологическа версия името на Одеса (най-големият град в областта) произлиза от османското име на областта, а не от погрешното идентифициране на Одесос на мястото на османския Хаджибей.
Едисанската орда е първо част от ногайската орда в степите между реките Волга и Яик, но в XVII век под натиска на калмикската миграция на запад преминава Кубан и през 1728 г. се заселва в областта, давайки името ѝ.
През 1770 г. числеността на Едисанската орда е 8 хиляди души, което преброяване е извършено заради приемането на руско поданство от султана на ордата, мурзите и старейшините. По силата на Кючук-Кайнарджийския договор ордата става васална на Кримското ханство, като кримските местни наместници носят титула сераскер (понякога каймакам).
Историческите центрове на областта са османските крепости Йени Дуня на Хаджибей, Очаков и Дубъсари.
Известни едисански мурзи са Джан Мамбет бей, Джаум Аджи и Баязет бей.
През 1783 г. с присъединяването на Крим към Русия Екатерина Велика издава манифест за обратното преселение на едисанската орда в Урал, което става повод за ногайско въстание.  През 1790 г. останалите в областта членове на местната орда са преселени от Григорий Потьомкин в Приазовието, а избягалите в Буджакската орда (просъществувала до 1806 г.) са по силата на Букурещки мирен договор поставени под руски суверенитет. След Кримската война (до 1860 г.) всички потомци на ордата емигрират и се заселват в Османската империя. 
Територията на Едисан става част от Новорусия. По време на Втората световна война под името Транснистрия областта е окупирана от румънската армия и влиза в състава на Велика Румъния, като компенсация за преотстъпването на част от Трансилвания на Унгария по силата на Втория виенски арбитраж.